# الفرع البطناني للعصب الشوكي
الفرع البطناني للعصب الشوكي (باللاتينية: ramus anterior nervi spinalis) هو الفرع الأمامي للعصب الشوكي، حيث يُزود هذا الفرع الأجزاء الأمامية الجانبية من الجذع والأطراف. تكون هذه الفروع أكبر من الفرع الظهراني للعصب الشوكي.

## روابط خارجية
- درسٌ تشريحي حول terminologyanatplanes مُعدٌ بواسطة ويسلي نورمان (جامعة جورجتاون).(typicalspinalnerve)
- أطلس تشريح جامعة ميشيغان abdo_wall72 - "الضفيرة القطنية العجزية"